# Sam Robards
 (mars 2019).
Si vous disposez d'ouvrages ou d'articles de référence ou si vous connaissez des sites web de qualité traitant du thème abordé ici, merci de compléter l'article en donnant les références utiles à sa vérifiabilité et en les liant à la section « Notes et références ».
Pour les articles homonymes, voir Robards.
Sam Prideaux Robards est un acteur américain né le 16 décembre 1961 à New York.

## Famille
Il est le fils de Jason Robards et Lauren Bacall, et le petit-fils de Jason Robards Sr. Il fut marié à Suzy Amis (de 1986 à 1994) dont il a un fils prénommé Jasper.
En 1997, il épouse le modèle danois Sidsel Jensen, et ils ont deux fils ensemble.

## Filmographie

### Cinéma
- 1982 : Tempête : Freddy
- 1985 : Not Quite Paradise (en) : Mike
- 1985 : Une bringue d'enfer : Kenneth Waggener
- 1988 : Bird : Moscowitz
- 1988 : Les Feux de la nuit : Rich Vanier
- 1989 : Outrages : Chaplain Kirk
- 1993 : The Ballad of Little Jo : Jasper Hill
- 1994 : Mrs Parker et le Cercle vicieux : Harold Ross
- 1994 : Prêt-à-porter : Assistant de Regina
- 1996 : Beautiful Girls : Steve Rossmore
- 1997 : Dinner and Driving : Frank
- 1998 : Love from Ground Zero (en) : Henry (voix)
- 1999 : American Beauty : Jim Berkley
- 2000 : Un amour infini : Todd Exner
- 2001 : A.I. Intelligence artificielle : Henry Swinton
- 2001 : La Maison sur l'océan : David Dokos
- 2004 : Les Petits Braqueurs : Tom
- 2004 : Marmalade : Roger
- 2004 : Surviving Eden : Gary Gold
- 2007 : Awake : Clayton Beresford Sr.
- 2008 : Che, 1re partie : L'Argentin : Tad Szulc
- 2008 : The Other Side of the Tracks (en) : David
- 2009 : Company Retreat : Ron Gable
- 2009 : Mon babysitter : Frank
- 2009 : Perestroika (en) : Sasha
- 2011 : Le Jour où je l'ai rencontrée : Jack Sargent
- 2014 : Grand Street : Gary
- 2016 : Broken Links : Jack
- 2016 : The Late Bloomer (en) : Dr. Lawson
- 2017 : Where Is Kyra? : Carl

### Télévision
- 1983 : Le Prisonnier (en) (téléfilm) : Daniel Timerman
- 1985 : Spenser : Chip Holmby (saison, 1, épisode 3)
- 1988-1989 : TV 101 : Kevin Keegan (13 épisodes)
- 1988 : Pancho Barnes (en) (téléfilm) : Gene McKendry
- 1990-1991 : Get a Life : Larry Potter (24 épisodes)
- 1993-2009 : New York, police judiciaire : Webb / Hendricks (2 épisodes)
- 1995 : Au-delà du réel : L'aventure continue : Ben Kohler (saison 1, épisode 8)
- 1996 : L'Homme qui a capturé Eichmann (en) (téléfilm) : David
- 1998-1999 : Spin City : Arthur (4 épisodes)
- 1998 : Maximum Bob : Shérif Gary Hammond (7 épisodes)
- 1999 : Noir comme l'amour (en) (téléfilm) : Mike Riordan
- 2000 : Sex and the City : Tom Reymi (saison 3, épisode 11)
- 2001 : On Golden Pond (en) (téléfilm) : Bill Ray
- 2002 : Liaison obsessionnelle (téléfilm) : David Stillman
- 2004-2005 : À la Maison-Blanche : Greg Brock (8 épisodes)
- 2004 : Clubhouse : Bennet (épisode 3)
- 2004 : New York, section criminelle : Paul Whitlock (saison 4, épisode 7)
- 2004 : The Blackwater Lightship (en) (téléfilm) : Paul
- 2006 : Les Experts : Miami : Mitchell Collett (saison 4, épisode 21)
- 2007-2012 : Gossip Girl : Howie Archibald (16 épisodes)
- 2011 : Blue Bloods : Roger Carson (saison 1, épisode 14)
- 2011 : Body of Proof : Bradford Paige (épisode pilote)
- 2011 : The Good Wife : Jarvis Bowes (saison 2, épisode 18)
- 2012-2013 : Treme : Tim Feeny (11 épisodes)
- 2013-2014 : Twisted : Kyle Masterson (19 épisodes)
- 2015 : Limitless : Miles Amos (épisode 2)
- 2019 : Madam Secretary : Major Brad Jenkins (saison 6, épisode 4)